# 詹姆斯·佛利 (記者)
詹姆斯·佛利（英語：James Foley，1973年10月18日—2014年8月19日），美國著名戰地記者，2012年在敘利亞邊境遭伊拉克和沙姆伊斯兰国（ISIS）恐怖分子綁架，2014年遭到殺害。

## 在利比亞
2011年4月，佛利與另外三名新聞工作者在利比亞布雷加附近被效忠卡扎菲的部隊襲擊，攝影記者Anton Hammerl在襲擊中被殺，其他三人被拘留。佛利被拘留44日後獲釋。事件過後，佛利很快重返利比亞，並於2011年10月20日在卡扎菲被殺地點採訪。

## 2012年以後
佛利在敘利亞遭绑架时是《环球邮报》（GlobalPost）的一名自由记者。2012年年底他在叙利亚被绑架。伊斯兰恐怖分子曾索要一亿欧元赎金。
2014年8月，遭伊拉克和沙姆伊斯兰国組織公開斬首的影片。該名劊子手操流利英語，講話時有英國倫敦口音，據信是來自英國的聖戰士約翰。